# Gaëlle Widmer
Gaëlle Widmer (født 24. december 1977 i Sumiswald, Schweiz) er en tidligere kvindelig professionel tennisspiller fra Schweiz. 
Gaëlle Widmer højeste rangering på WTA single rangliste var som nummer 238, hvilket hun opnåede 14. maj 2007. I double er den bedste placering nummer 430, hvilket blev opnået 6. august 2007. 